# Funció logarítmica convexa
En matemàtiques, una funció {\displaystyle f} definida en un subconjunt convex d'un espai vectorial real i prenent valors positius es diu que és logarítmicament convexa o superconvexa si la composició de la funció logarítmica amb {\displaystyle f}, {\displaystyle {\log }\circ f}, és una funció convexa; el logaritme retarda dràsticament el creixement de la funció original {\displaystyle f}, de manera que si la composició encara conserva la propietat de convexitat això significa que la funció original {\displaystyle f} era «realment convexa», d'aquí el terme «superconvexa».
Una funció logarítmica convexa {\displaystyle f} és una funció convexa, ja que és el compost de la funció convexa creixent {\displaystyle \exp } i de la funció {\displaystyle \log \circ f}, que se suposa que és convex. Però això no sempre és cert: per exemple {\displaystyle g:x\mapsto x^{2}} és una funció convexa, però {\displaystyle {\log }\circ g:x\mapsto \log x^{2}=2\log |x|} no és una funció convexa i, per tant, {\displaystyle g} no és logarítmicament convexa. Per altra banda, {\displaystyle x\mapsto e^{x^{2}}} és logarítmicament convexa només si {\displaystyle x\mapsto \log e^{x^{2}}=x^{2}} és convexa.
Un exemple important d'una funció logarítmica convexa és la funció gamma en els reals positius (vegeu també el teorema de Bohr-Mollerup).

## Definició formal
Sigui {\displaystyle I} un interval real i {\displaystyle f:I\rightarrow \mathbb {R} _{+}^{*}}. Es diu que {\displaystyle f} és logarítmicament convexa si, per a tots els punts {\displaystyle x,y} de {\displaystyle I} i tot {\displaystyle \lambda \in [0,1]}, existeix la desigualtat següent:
{\displaystyle \ln \left(f(\lambda x+(1-\lambda )y)\right)\leq \lambda \ln \left(f(x)\right)+(1-\lambda )\ln \left(f(y)\right)},
o encara, prenent l'exponencial:
{\displaystyle f(\lambda x+(1-\lambda )y)\leq \left(f(x)\right)^{\lambda }\left(f(y)\right)^{1-\lambda }}.
Igualment, {\displaystyle f} és logarítmicament convexa si per a tot l'interval no trivial {\displaystyle [x,y]\subset I}, els reals {\displaystyle \beta ,\gamma >0} determinats per {\displaystyle \gamma ^{x}f(x)=\gamma ^{y}f(y)=\beta } verifiquen:
{\displaystyle \forall t\in [x,y]\quad \gamma ^{t}f(t)\leq \beta }.

## Exemples
- Per a tot a > 0, l'exponencial de base a és logarítmicament convexa.
- La funció generadora de moments és logarítmicament convexa.
- Per a tota mesura μ (sobre un espai mesurable) i tota funció {\displaystyle f} ∈ Lp(μ)∩Lq(μ) amb 0 < p < q, l'aplicació {\displaystyle r\mapsto \left\|f\right\|_{r}} és logarítmicament convexa sobre [p, q].
- La funció gamma és logarítmicament convexa sobre {\displaystyle \mathbb {R} _{+}^{*}}.[2] Una característica de la funció gamma per la log-convexitat, es donada pel teorema de Bohr-Mollerup.
- La funció zeta de Rieman és logarítmicament convexa sobre {\displaystyle \left]1,+\infty \right[}.

## Una caracterització
Fixem un interval no trivial {\displaystyle [x,y]\subset I} i demostrem, per a tot {\displaystyle t\in [x,y]}, l'equivalència {\displaystyle P(t)\Leftrightarrow Q(t)}, on els predicats {\displaystyle P,Q} tradueixen la convexitat logarítmica de {\displaystyle f} i la convexitat de {\displaystyle s\mapsto c^{s}f(s)} per a tot {\displaystyle c>0} :
els reals {\displaystyle \beta ,\gamma >0,a_{c},b_{c}} estan determinats per
- {\displaystyle Q(t)\Rightarrow P(t)} perquè {\displaystyle a_{\gamma }=0} i {\displaystyle b_{\gamma }=\beta }.
- {\displaystyle P(t)\Rightarrow Q(t)} perquè si {\displaystyle \gamma ^{t}f(t)\leq \beta } llavors, per a tot {\displaystyle c>0}, {\displaystyle c^{t}f(t)\leq (c/\gamma )^{t}\beta \leq a_{c}t+b_{c}}, perquè {\displaystyle s\mapsto (c/\gamma )^{s}\beta } és convexa i coincideix amb {\displaystyle s\mapsto a_{c}s+b_{c}} als punts {\displaystyle s=x} et {\displaystyle s=y}.

## Propietats
- Tota funció logarítmicament convexa és convexa. En la funció inversa és fals, tal com mostra el contraexemple clàssic de la funció x ↦ x².
- La suma i el producte de dues funcions logarítmicament convexes són logarítmicament convexes. Aquestes dues propietats es dedueixen del fet que la suma de dues funcions convexes és convexa, usant l'equació funcional logarítmica per a l'estabilitat del producte i la caracterització anterior per a l'estabilitat de la suma.[3]

## Generalització a les funcions d'una variable vectorial
Sigui {\displaystyle E} un espai vectorial real {\displaystyle C} un convex de {\displaystyle E}. Una aplicació {\displaystyle f:C\rightarrow \mathbb {R} _{+}^{*}} s'anomena logarítmicament convexa si {\displaystyle \ln \circ f} és convexa sobre C.
Les dues propietats anteriors s'estenen immediatament a aquest marc, ja que una funció és convexa sobre {\displaystyle C} si, i només si, la seva «restricció» {\displaystyle t\mapsto f\left(tA+(1-t)B\right)}a tot el segment {\displaystyle [A,B]\subset C} és una funció convexa de la variable real t ∈ [0, 1].
De la mateixa manera, és fàcil deduir de la caracterització anterior que una aplicació {\displaystyle f} és logarítmicament convexa sobre est {\displaystyle C} si, i només si, per a tota forma lineal {\displaystyle \varphi } sobre {\displaystyle E}, l'aplicació {\displaystyle C\to \mathbb {R} ,\,x\mapsto \mathrm {e} ^{\varphi (x)}f(x)} és convexa.